# Serhiy Honchar
Pour le joueur russe de hockey sur glace Sergueï Gontchar, consulter Sergueï Gontchar.
Serhiy Honchar (en ukrainien Сергій Гончар), né le 3 juillet 1970 à Rivne, est un coureur cycliste ukrainien des années 1990-2000.

## Biographie
Il commence sa carrière professionnelle en 1996 dans l'équipe Ideal.
Il a acquis ses principales victoires lors de contre-la-montre grâce à ses grandes qualités de rouleur. Néanmoins, c'est un coureur complet comme l'attestent ses places au classement général du Tour d'Italie. Il se distingue surtout en remportant le championnat du monde du contre-la-montre à Plouay en 2000. En 2006, il signe un contrat dans l'équipe T-Mobile de Jan Ullrich. Victime d'une chute lors du Tour d'Italie 2006, il revient néanmoins sur le Tour de France en remportant deux victoires d'étape.
En 2007, il est suspendu puis licencié par T-Mobile à la suite d'un contrôle sanguin suspect.
En 2009, il dispute sa dernière saison au sein de l'équipe Utensilnord.
En 2013, il est directeur sportif au sein de l'équipe RusVelo.

## Palmarès et résultats

### Palmarès amateur
- 1993
  - Tour de Slovaquie
- 1994
  - Pologne-Ukraine

### Palmarès professionnel
- 1996
  -  Champion d'Ukraine du contre-la-montre
  - Giro del Piave
- 1997
  - 18e étape du Tour d'Italie (contre-la-montre)
  - 5e étape du Tour de Suisse (contre-la-montre)
  - Chrono des Herbiers
  -  2e du championnat du monde du contre-la-montre
  - 3e du Grand Prix Eddy Merckx
  - 5e du Tour d'Italie
- 1998
  -  Champion d'Ukraine du contre-la-montre
  - 3eb étape des Quatre Jours de Dunkerque (contre-la-montre)
  - 21e étape du Tour d'Italie (contre-la-montre)
  - 3eb étape du Tour des Pays-Bas (contre-la-montre)
  - Chrono des Herbiers
  -  3e du championnat du monde du contre-la-montre
  - 10e du Tour d'Italie
- 1999
  - Tour des Pays-Bas :
    - Classement général
    - 3eb étape (contre-la-montre)

  - 18e étape du Tour d'Italie (contre-la-montre)
  - Coupe des Nations - Mémorial Fausto Coppi
  - Grand Prix des Nations
  - Chrono des Herbiers
  - 6e du championnat du monde du contre-la-montre
  - 7e du Tour d'Italie
- 2000
  -  Champion du monde du contre-la-montre
  -  Champion d'Ukraine du contre-la-montre
  - Semaine cycliste lombarde :
    - Classement général
    - 2e étape

  - Coupe des Nations - Mémorial Fausto Coppi
  - 2e du Chrono des Herbiers
  - 9e du Tour d'Italie
  - 9e du contre-la-montre des Jeux olympiques
- 2001
  -  Champion d'Ukraine du contre-la-montre
  - Semaine cycliste lombarde :
    - Classement général
    - 3e étape

  - 4e étape du Tour des Pays-Bas (contre-la-montre)
  - 2e du Tour des Pays-Bas
  - 3e du Chrono des Herbiers
  - 4e du Tour d'Italie
- 2002
  -  Champion d'Ukraine du contre-la-montre
  - Coupe des Nations - Mémorial Fausto Coppi
  - 3e de la Semaine catalane
- 2003
  -  Champion d'Ukraine sur route
  - 21e étape du Tour d'Italie (contre-la-montre)
  - 2e du championnat d'Ukraine du contre-la-montre
  - 3e du Tour des Pays-Bas
  - 3e du Grand Prix des Nations
  - 7e du Tour de Lombardie
  - 8e du Tour d'Italie
- 2004
  - 13e étape du Tour d'Italie (contre-la-montre)
  - Trophée Androni Giocattoli (avec Yaroslav Popovych)
  - 2e du Tour d'Italie
  - 3e du championnat d'Ukraine du contre-la-montre
- 2005
  - 3e étape du Tour du Trentin
  - 3e du Tour de Vénétie
  - 6e du Tour d'Italie
- 2006
  - 7e et 19e étapes du Tour de France (contre-la-montre)
  - 2e du Circuit de la Sarthe
- 2008
  - 2e du Tour de Vénétie

### Résultats sur les grands tours

#### Tour de France
3 participations
- 2002 : 64e
- 2005 : non partant (8e étape)
- 2006 : 52e, vainqueur des 7e et 19e (2 contre-la-montre),  maillot jaune pendant 3 jours.

#### Tour d'Italie
10 participations
- 1997 : 5e, vainqueur de la 18e étape (contre-la-montre)
- 1998 : 10e, vainqueur de la 21e étape (contre-la-montre),  maillot rose pendant 2 jours
- 1999 : 7e, vainqueur de la 18e étape (contre-la-montre)
- 2000 : 9e
- 2001 : 4e
- 2002 : 23e
- 2003 : 8e, vainqueur de la 21e étape (contre-la-montre)
- 2004 : 2e, vainqueur de la 13e étape (contre-la-montre)
- 2005 : 6e
- 2006 : non-partant (17e étape),  maillot rose pendant 2 jours

#### Tour d'Espagne
3 participations
- 1997 : 56e
- 1998 : abandon (19e étape)
- 2000 : 57e

### Classements mondiaux
| Année              | 2005 | 2006 | 2007 | 2008 | 2009 |
| ------------------ | ---- | ---- | ---- | ---- | ---- |
| Classement ProTour | 69e  | 101e |      |      |      |
| UCI Europe Tour    |      |      |      | 183e | 660e |